# پتر ماروت
پِتِر ماروت (مجاری: Marót Péter; ۲۷ مهٔ ۱۹۴۵ – ۷ ژوئن ۲۰۲۰) ورزشکار شمشیربازی اهل مجارستان بود.
وی در مسابقات کشوری و بین‌المللی در مجموع برندهٔ ۱ مدال نقره، ۱ مدال برنز شده‌است.